# Меч-трава
Меч-трава́, или Трава-пила́, или Кла́диум (лат. Cládium), — род травянистых растений семейства Осоковые. Объединяет пять видов.

## Ботаническое описание
Имеют длинные, узкие, острогранные или зазубренные стебли высотой до 1—3 м.

## Распространение и экология
В южной части штата Флорида кладиумы широко встречаются в заболоченной местности Эверглейдс, где образуют труднопроходимые прерии, так как боковые грани листа заострены и при движении легко повреждают мягкие ткани млекопитающих и особенно кожу человека. Из-за этого кладиум получил название трава-пила, а также тропическая осока, зубчатая осока, зазубренная осока, осока-пила. В кладиумных прериях практически нет млекопитающих, а основные крупные обитатели заболоченных прерий кладиума — толстокожие панцирные черепахи, крокодилы, аллигаторы.

## Виды
По информации базы данных The Plant List (2013), род включает пять видов:
- Cladium chinense Nees
- Cladium costatum Steyerm.
- Cladium leptostachyum Nees & Meyen
- Cladium mariscoides (Muhl.) Torr.
- Cladium mariscus (L.) Pohl — Меч-трава обыкновенная

## Ареалы таксонов
- Cladium californicum — сухие тропики и субтропики: Калифорния, Юго-Запад США, Мексика.
- Cladium chinense Восточная Азия.
- Cladium jamaicense Влажные тропические и субтропические регионы Америки.
- Cladium mariscoides — Умеренные области Северной Америки.
- Cladium mariscus — Меч-трава обыкновенная — Европа, Азия, Африка.
- Cladium nipponense. Восточная Азия.
- Cladium procerum. Австралия.